# 真蔵院 (埼玉県宮代町)
真蔵院（しんぞういん）は、埼玉県南埼玉郡宮代町にある真言宗智山派の寺院。

## 歴史
鎌倉時代に開山された。伊藤光重は鎌倉幕府の北条氏に仕えていたが、讒言を被り会津の草江貞氏に匿われた。北条時氏（経時という記録もある）は、討伐軍を会津に派遣して光重を討ち取った。討伐軍は光重の首を櫃に納め、鎌倉に帰還しようとしたが、当地に至って急に重くなり、動けなくなってしまった。櫃の蓋を外したところ、そこにあったのは光重の首ではなく薬師如来像の首であった。そのことを鎌倉の時氏に報告した。時氏は別途使者を会津に派遣したところ、光重は無傷で、ただ光重が尊崇していた薬師如来の首が無かった。また光重の罪が冤罪であることも判明し、時氏は光重を赦し、霊験あらたかな薬師如来の首を鎌倉に迎えようとしたが、重すぎて鎌倉に運ぶことができなかった。そのため、現地にて薬師堂を建てて安置することになった。これが当院の起源である。二十数年後に、胴体部分を改めて造り、首を繋ぎ合わせた。
1625年（寛永2年）、俊雅法印によって中興された。なお光重の故事もあり、会津藩の藩主は参勤交代の際に当院に燈料を寄付し、武運長久の祈祷をすることが習わしとなっていた。
1901年（明治34年）の火災で、薬師像は焼失してしまっている。

## 文化財
- 円空仏(如来形立像)（宮代町指定文化財 平成24年3月31日指定）[5]

## 交通アクセス
- 東武伊勢崎線和戸駅より徒歩14分。